# Stortjärnen (Dorotea socken, Lappland, 710633-154237)
Stortjärnen är en sjö i Dorotea kommun i Lappland och ingår i Ångermanälvens huvudavrinningsområde. Sjön har en area på 0,0521 kvadratkilometer och ligger 340,1 meter över havet.

## Delavrinningsområde
Stortjärnen ingår i det delavrinningsområde (710551-154295) som SMHI kallar för Mynnar i Tannån. Medelhöjden är 396 meter över havet och ytan är 19,28 kvadratkilometer. Det finns inga avrinningsområden uppströms utan avrinningsområdet är högsta punkten. Vattendraget som avvattnar avrinningsområdet har biflödesordning 5, vilket innebär att vattnet flödar genom totalt 5 vattendrag innan det når havet efter 201 kilometer. Avrinningsområdet består mestadels av skog (85 procent) och sankmarker (12 procent). Avrinningsområdet har 0,09 kvadratkilometer vattenytor vilket ger det en sjöprocent på 0,5 procent.